# H-E-B 센터 앳 시더 파크
H-E-B 센터 앳 시더 파크(영어: H-E-B Center at Cedar Park)는 미국 텍사스주 시더 파크에 위치한 실내 경기장이다.  G 리그 오스틴 스퍼스와 AHL 텍사스 스타스의 홈경기장으로 사용되고 있다.